# Tetrastigma apiculatum
Tetrastigma apiculatum är en vinväxtart som beskrevs av François Gagnepain. Tetrastigma apiculatum ingår i släktet Tetrastigma och familjen vinväxter. Utöver nominatformen finns också underarten T. a. pubescens.